# لویس کرینت
لُویس کُرینت (آلمانی: Lovis Corinth; ۲۱ ژوئیهٔ ۱۸۵۸ – ۱۷ ژوئیهٔ ۱۹۲۵) نقاش و چاپگر اهل آلمان بود که سبکش امپرسیونیسم و اکسپرسیونیسم را درهم می‌آمیخت.

## نگارخانه

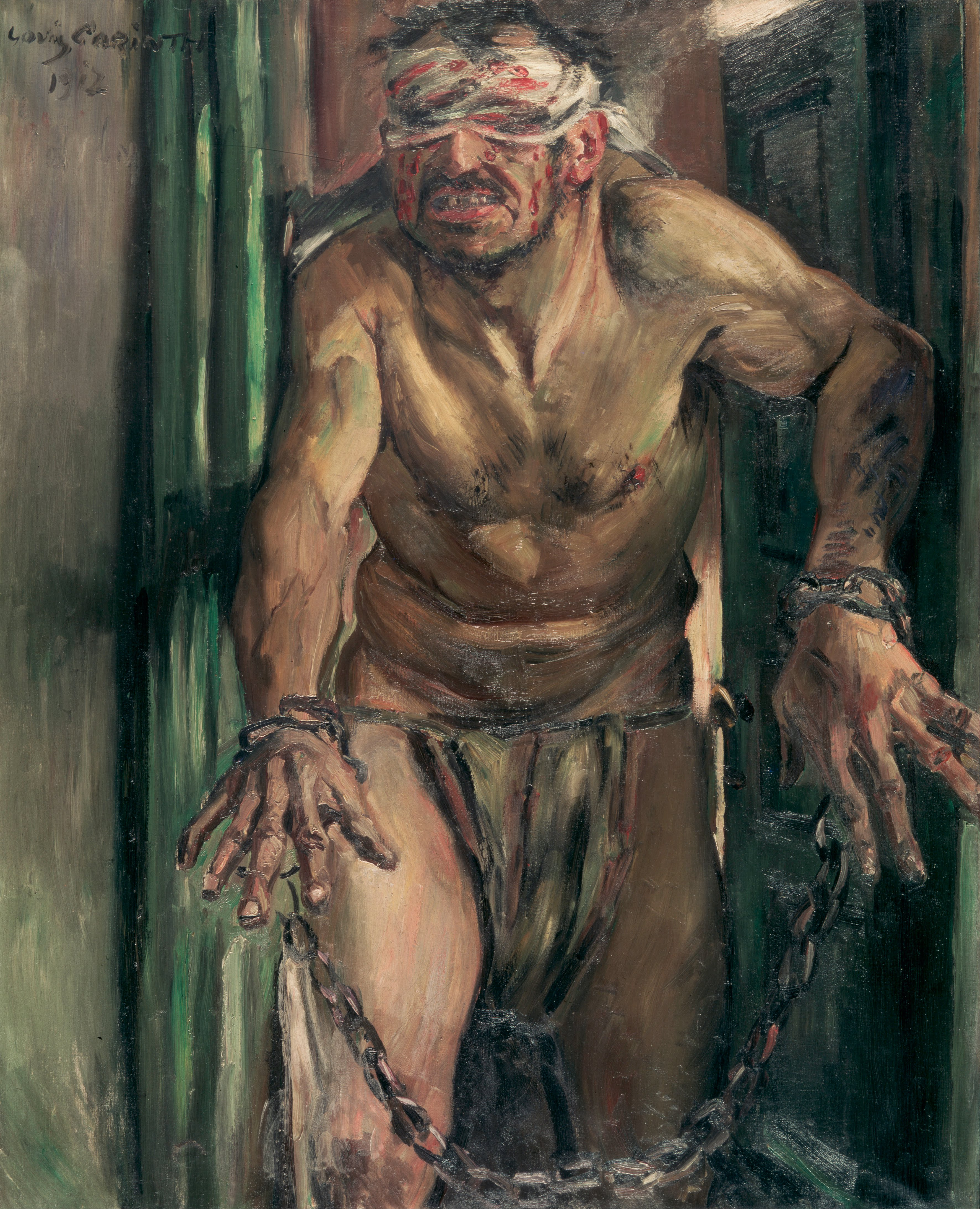
سامسون نابینا شده در غل و زنجیر
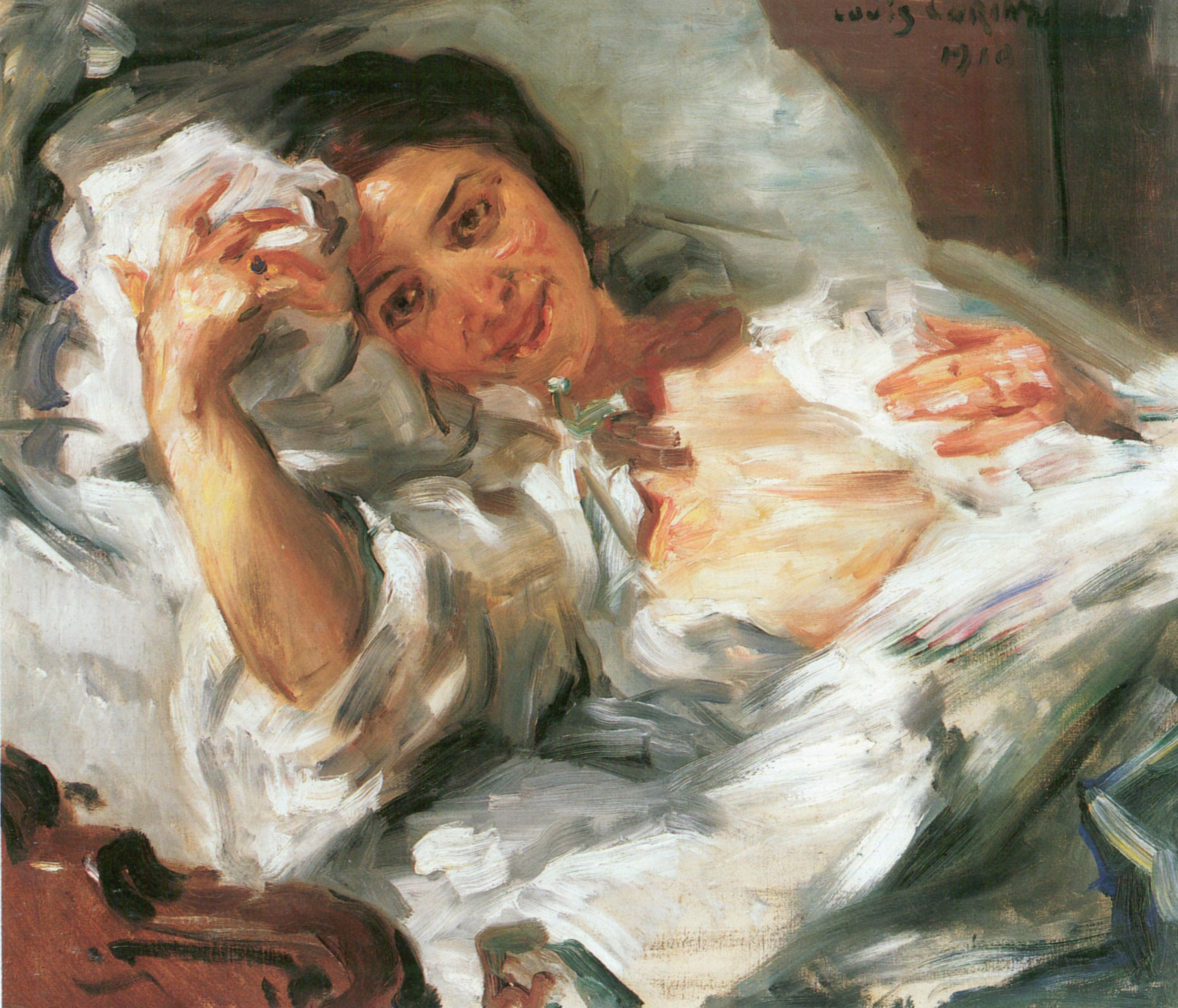
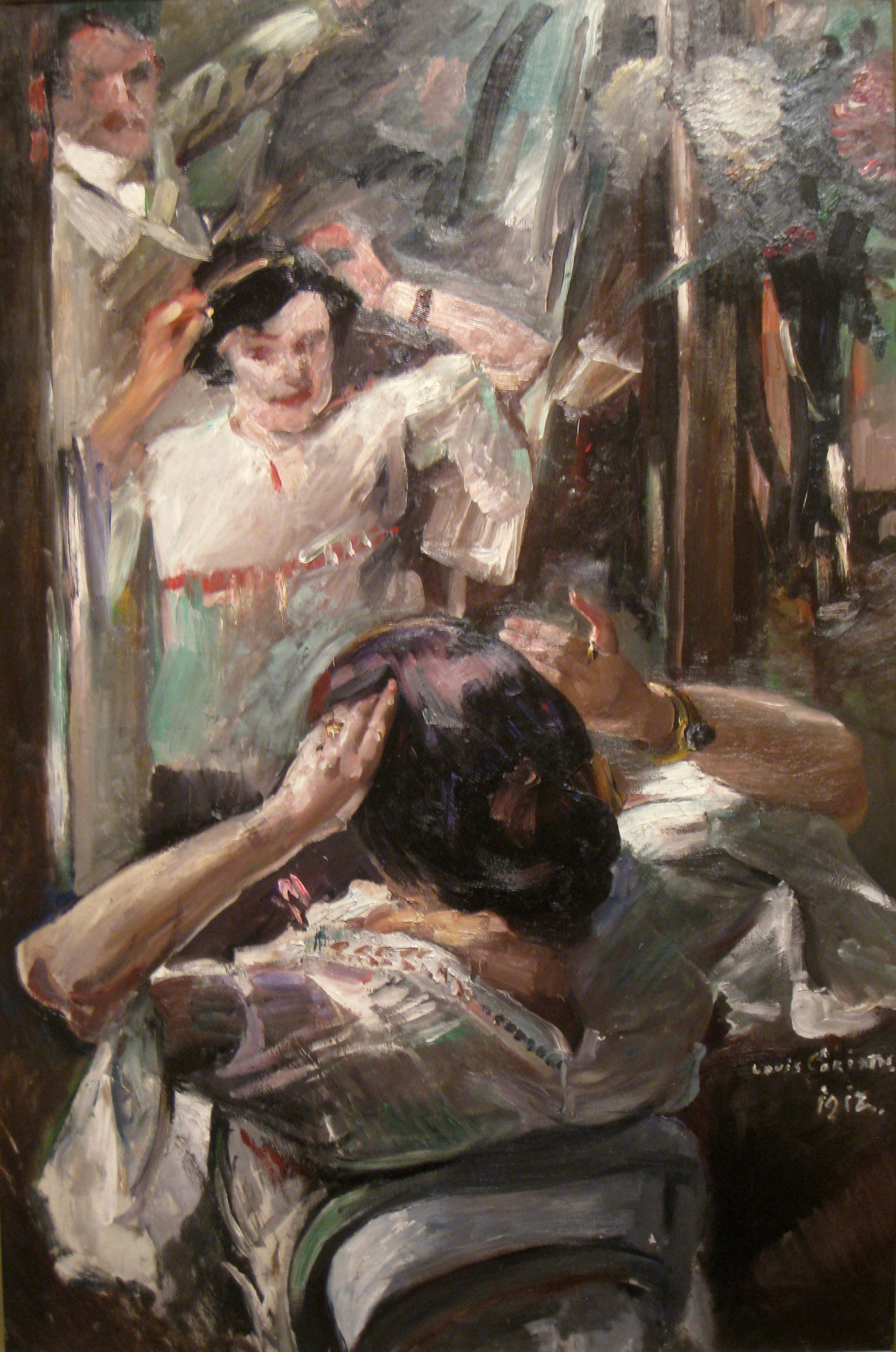
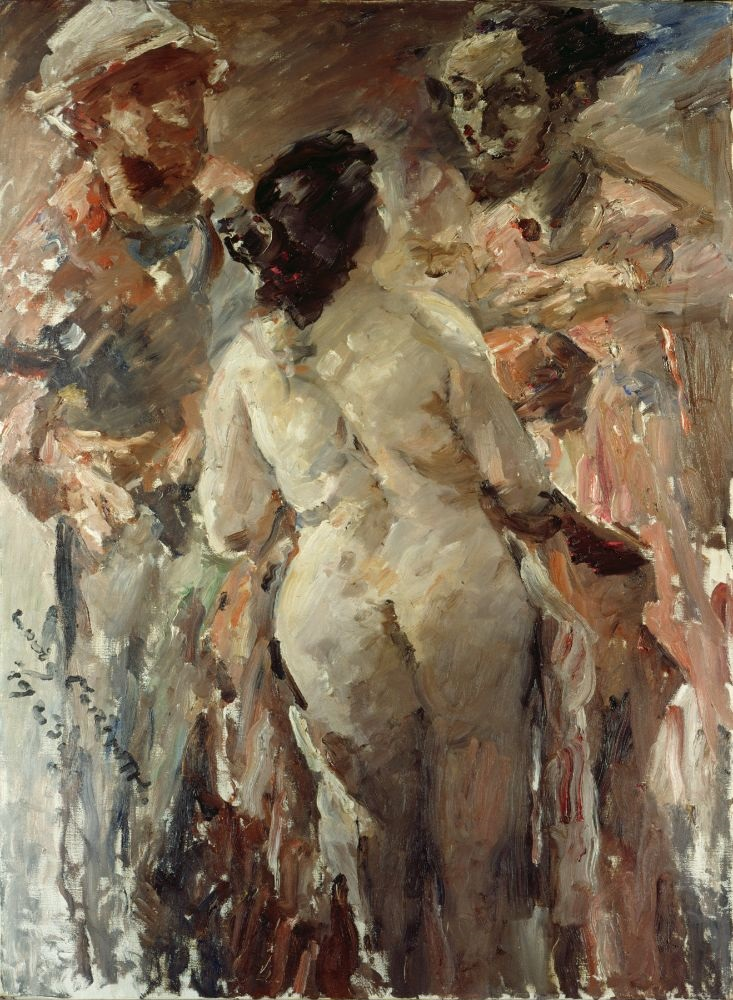
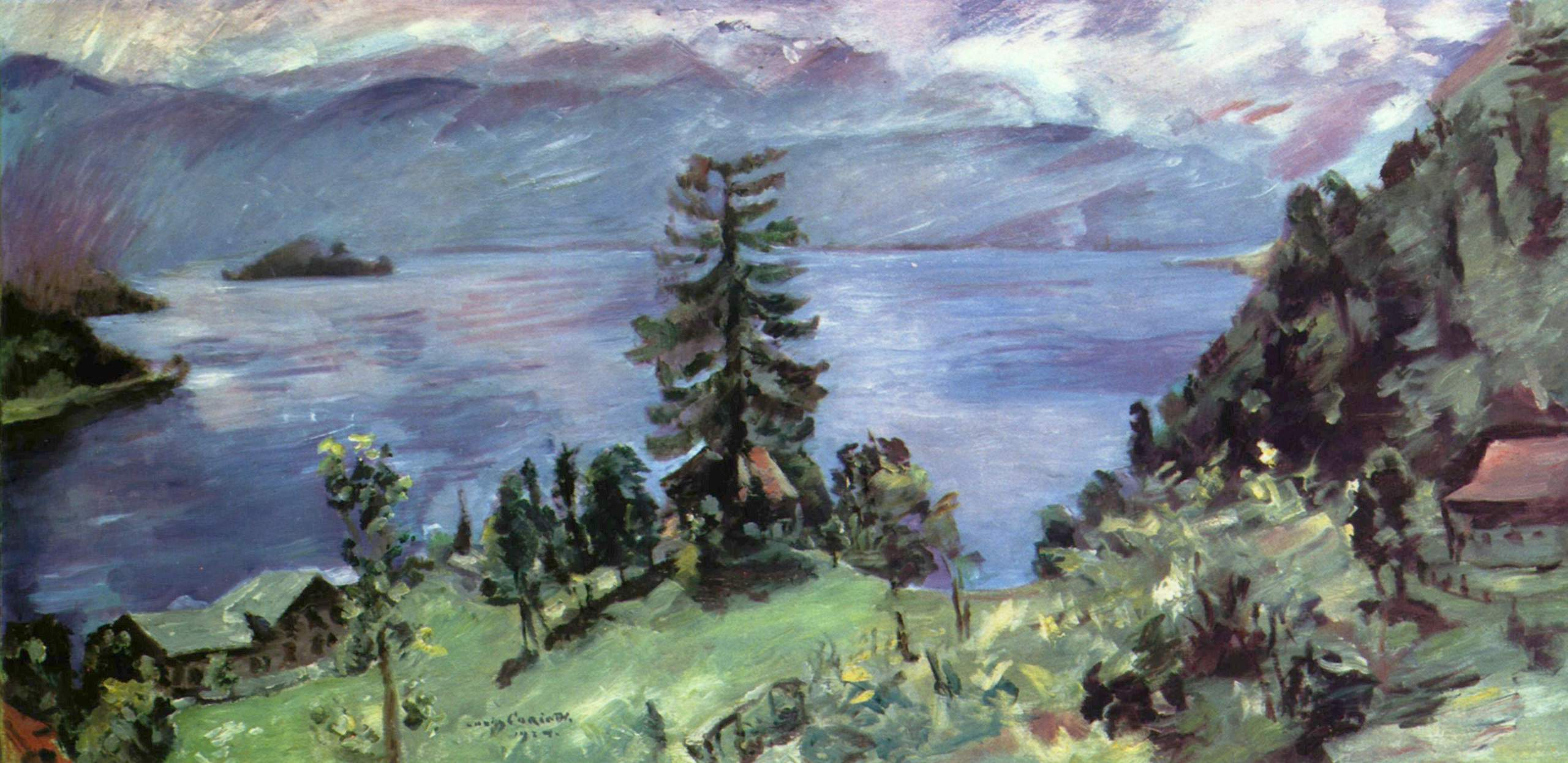
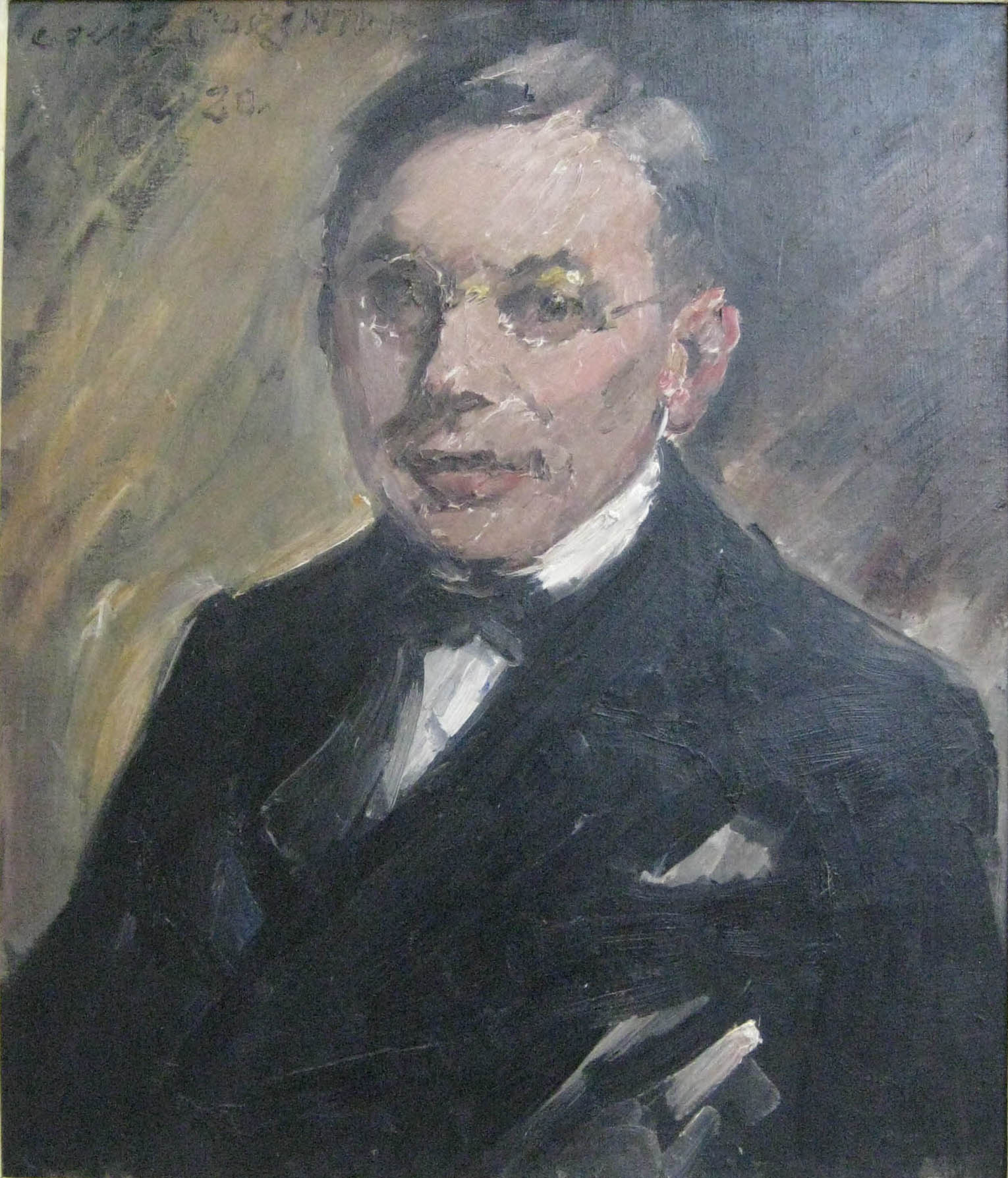
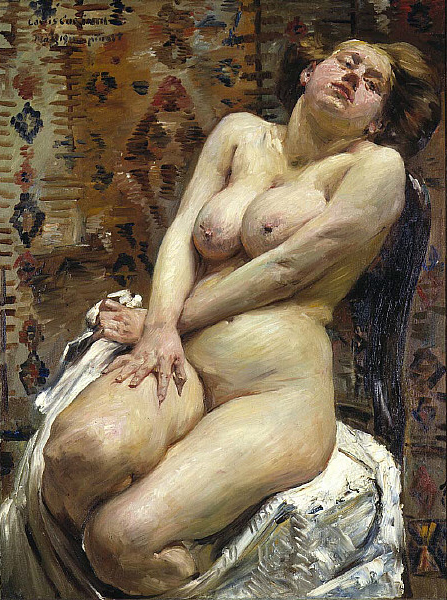
۱۹۱۲ م.
گالری ملی قدیم